# Preliv Nevelskega
Preliv Nevelskega (rusko Пролив Невельского, Proliv Nevel'skogo) je morski preliv, ki leži znotraj večjega Tatarskega preliva in predstavlja njegov najožji del. Leži na Ruskem Daljnem vzhodu, kjer loči celinsko Rusijo oziroma Azijo od otoka Sahalin na severozahodu Tihega oceana. V upravnem smislu je del Habarovskega okraja in Sahalinske oblasti.

## Geografija
Preliv Nevelskega je »preliv v prelivu«, saj leži znotraj Tatarskega preliva, ki povezuje Ohotsko morje na severu z Japonskim morjem na jugu. Obe morji sta robni morji Tihega oceana. Leži med celinsko Rusijo oziroma Azijo in otokom Sahalin. Severno od Preliva Nevelskega leži del Tatarskega preliva, ki je znan tudi kot Amurski liman, saj se na tem mestu vanj izliva reka Amur. Preliv Nevelskega je najožji del Tatarskega preliva med azijsko celino in otokom Sahalin. Ob njegovih obalah ležijo številni manjši rti in zalivi. Najožja točka Preliva Nevelskega je med Rtom Lazareva na azijski celini in rtom Pogibi na Sahalinu.
Preliv Nevelskega v upravnem smislu leži ob meji med Habarovskim okrajem in Sahalinsko oblastjo ter je del Ruskega Daljnega vzhoda. Območje, ki meji nanj, je redko poseljeno. Največji naselji sta Lazarev pri Rtu Lazareva in Pogibi pri rtu Pogibi, ki ležita ob nasprotnih kopenskih točkah njegovega najožjega dela.
Preliv Nevelskega je dolg 56 kilometrov in na najožji točki širok 7,3 kilometra.

## Zgodovina
Preliv Nevelskega je bil poimenovan po ruskem pomorščaku Genadiju Nevelskem (Gen(n)adij Ivanovič Nevelskoj, 1813-1876), ki je ustanovil Nikolajevsk ob Amurju, prvo rusko naselje v tej regiji. Nevelski je leta 1849 s plutjem skozi ta del Tatarskega preliva dokazal, da je južni del Tatarskega preliva neposredno povezan z ustjem reke Amur. Pred tem so bili pomorščaki prepričani, da je južni del Tatarskega preliva zaliv, čeprav so jim staroselci povedali, da je Sahalin otok.
Na območju Preliva Nevelskega je bila že v sovjetskih časih načrtovana gradnja prometne povezave med celino in Sahalinom. Leta 1950 se je začela gradnja predora pod tem prelivom, ki je bila po Stalinovi smrti leta 1953 ustavljena. V zgodnjem 21. stoletju so se zopet pojavili načrti o gradnji predora ali mostu, a še naprej ni cestne ali železniške povezave med celino in Sahalinom.